# قزحل
قزحل قرية في ناحية خربة تين نور التابعة لمركز منطقة حمص في محافظة حمص في سورية.
تقع إلى الغرب من مدينة حمص على بعد 13 كم جنوب طريق حمص - مصياف. تقول الصحفية التركية Ülkü Özel Akagündüz ان اسم قزحل أتى من الأمير العثماني سنان قزحل الذي عاش فيها زمن السلطان سليم الأول، والذي لا يزال قبره موجودا حتى الآن في شرق القرية وبالتحديد عند الساحة مقابل البلدية. يعود تاريخ القرية إلى العهد الروماني حيث لا تزال هناك بعض الآثار الرومانية القديمة موجودة في عدة أماكن مثل القامشلي، جنوب القرية. جاغلق. يبلغ عدد السكان حوالي 6000 نسمة وهم من التركمان السنة ويتكلمون اللغة التركية ولكن في السنوات القليلة الماضية قلَّ الاهتمام بهذه اللغة حتى أنها أصبحت متداولة فقط بين الكبار. يعمل الأهالي في العمل الزراعي من تربية للمواشي وزراعة المحاصيل والخضراوات مستفيدين من مياه سد التنونه. وتعتبر القرية من أكبر مصنّعي الجبنة بأنواعها على مستوى المحافظة ورافد أساسي للسوق المحلية . يوجد في القرية بلدية وتعتبر من القرى المخدمة مقارنة مع القرى المجاورة كذلك هناك ثلاث مدارس للتعليم الأساسي والثانوي. يستفيد من المركز صحي أهل القرية وسكان القرى المجاورة. مختار القرية السيد جمال عبد الناصر جانسيز. قام الكثير من شباب قزحل بالهجرة للمغترب في البرازيل والأرجنتين والولايات المتحدة الأمريكية ولا يزال أحفادهم هناك محافظين على إسلامهم.